# Bagr

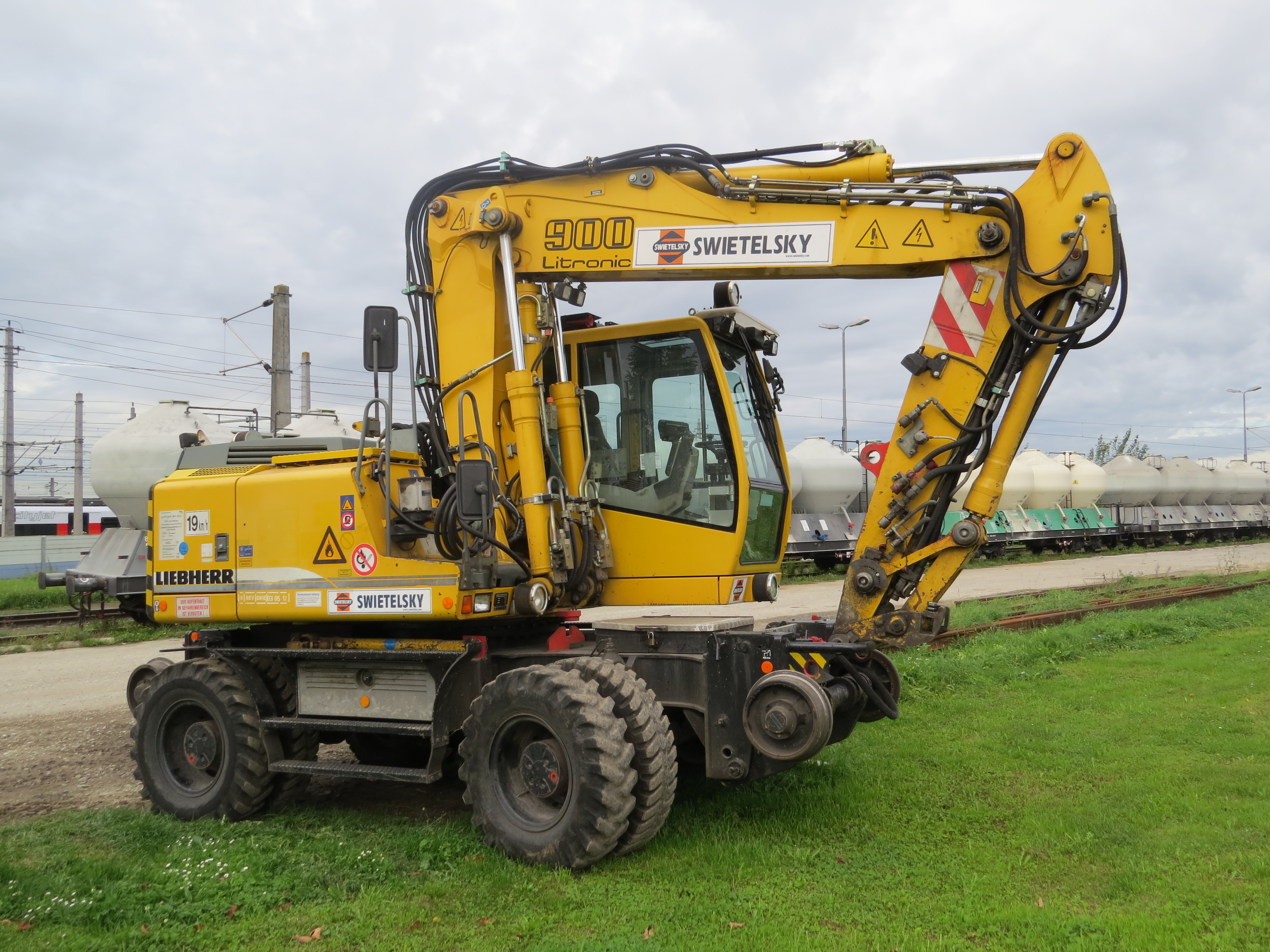
Bagr Liebherr 900 ZW

Bagr nebo také rypadlo je stroj, sloužící k těžbě a přemisťování zemin a hornin. Mezi jeho základní části patří podkop s pracovním zařízením (lopatou), kabina s pracovištěm obsluhy a podvozek.

## Původ výrazu
Do češtiny přešlo slovo bagr z německého der Bagger, užíváno bylo již koncem 19. století.

## Klasifikace
Bagry dělíme:

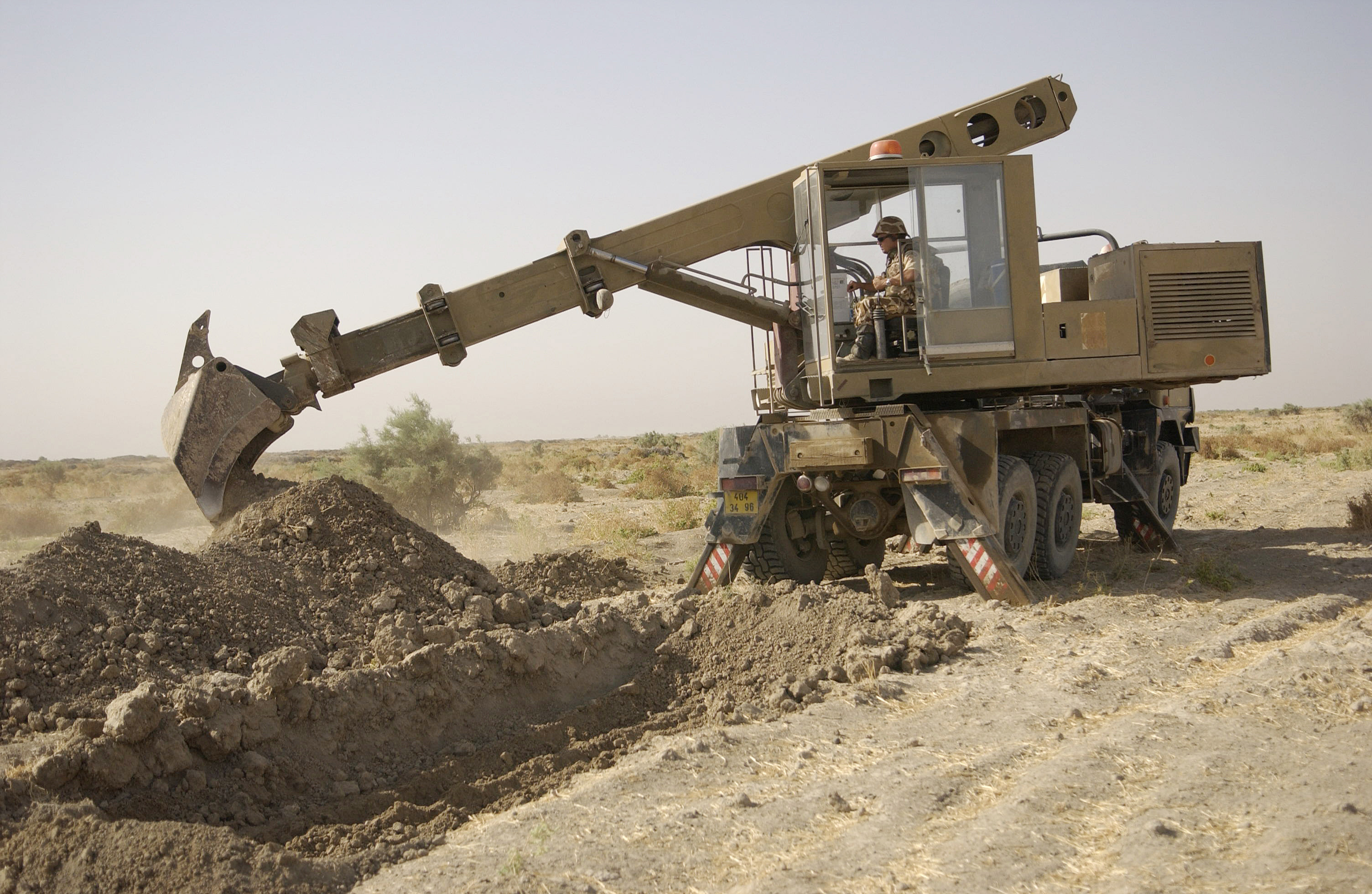
Bagr na automobilovém podvozku. Zde slovenské UDS na podvozku TATRA

- Hydraulický bagr – dnes většina bagrů. Vyznačuje se tím, že jednotlivé pracovní funkce jsou ovládány hydraulickými válci (tzv. pístnicemi)
- Lanový bagr

Zvláštními druhy bagrů jsou:
- Sací bagr
- Korečkové rypadlo
- Kolesové rypadlo

Další členění je podle způsobu pohybu bagru:
- Rypadlo-nakladač – viz níže
- Bagr na pásovém podvozku
- Bagr na kolovém podvozku
- Kráčivý bagr

Mimo výše uvedená dělení existují i další hlediska, nicméně tato nemají velký praktický význam.

## Bagr na pásovém či kolovém podvozku
Konstrukčně jsou oba tyto typy podobné, rozdíl je v podvozku. Pásový podvozek má výhodu ve větší průchodnosti v těžkém terénu a v lepší stabilitě, naopak kolový podvozek umožňuje snadnější a rychlejší přesun bagru, a to i po silnicích v běžném provozu.

### Základní části
- Podkop (rameno) je základní pracovní části prakticky všech bagrů. Je upevněn na rámu stroje a skládá se ze dvou či třech částí, navzájem spojených pomocí čepů a pohyblivých pomocí hydraulických válců. Část podkopu nejblíže s rámu (kabině) se nazývá výložník (slang. základní rameno). Výložník může být jednodílný či dvoudílný. Jednodílný (dle tvaru též nazývaný „banán“) je jednodušší, levnější a spolehlivější řešení. Standardně se používá u minibagrů, rypadel-nakladačů i kráčivých bagrů. Dvoudílný výložník umožňuje větší rozsah pohybů při hloubení v sevřených jamách a přímo pod strojem.
- Násada je další částí podkopu. na jejím spodním konci je upevněna lopata. Násada může být různá dle určení stroje: standardní, s velkým dosahem, s teleskopickým výsuvem, atd.
- Lopata (slang. „lžíce“) je na konci násady upevněna buď přímo nebo s využitím tzv. rychloupínáku. Zvláštní kategorií lžíce je svahovací lžíce, tzv. svahovačka – buď pevná (někdy zvaná pravítko), nebo hydraulicky naklápěná.
- Rychloupínák je zařízení, které usnadňuje výměnu lopat nebo jiných pracovních nástrojů. Je ovládán buď mechanicky nebo hydraulicky. Na trhu existuje mnoho různých výrobců a velikostních řad rychloupínačů. Proto je často složité používat stejně velké lopaty z jiných strojů.
- Rotační a naklápěcí hlavy umožní u vyspělejších typů strojů používat i toto příslušenství. Pomocí přídavných hydraulických okruhů  je možné ovládat tyto vložené zařízení na násadě bagru.  Jedná se o zařízení rozšiřující vlastnosti stroje. Tato zařízení jsou nahoře nasazeny na násadu, dole jsou opatřeny rychloupínačem.  Naklápěcí hlava umožňuje náklon všech upnutých lopat a zařízení do strany a to +-90 st. kolem vodorovné osy kolmé k čepům lopaty.  Rotátory umožní točení lopaty o 360° kolem svislé osy., s tímto zařízením je pak tedy možné kopat lopatou i směrem "od sebe". Nejvyspělejší zařízení v sobě kombinuje vlastnosti naklápěcí hlavy i rotátoru. Toto zařízení je už poměrně velké a nehodí se pro použití na minibagrech.
- Další pracovní nástroje: Mimo lopaty je možné bagr používat jako nosič pro celou řadu dalších pracovních nástrojů. Nejčastěji se jedná o hydraulické kladivo, demoliční kleště, drtící lopatu, třídící lopatu, nesenou vibrační desku, zemní vrták, drapák, vidle, jeřábový nástavec, atd.
- Podkop je upevněn na rámu stroje, na kterém se obvykle nachází i kabina obsluhy a motor s hydraulickým systémem. U mini bagrů, traktorbagrů a menších kolových bagrů je podkop možno natáčet do stran, čímž se zvyšuje obratnost stroje. Mezikus umožňující natáčení, ve kterém je nasazené rameno se slangově označuje Kozlík.
- Rám stroje s kabinou je u základního provedení bagru montován na podvozek (pásový či kolový) prostřednictvím točny, která umožňuje otáčení celé nástavby o 360°.
- Kolový podvozek bývá pro zvýšení stability doplněn radlicí na jednom konci a sklopnými opěrami na druhém konci. Radlice může sloužit i jako nouzové dozerové zařízení, např. pro zahrnutí výkopů.
- Pásový podvozek se skládá ze dvou pásových skupin. Každá tato skupina pak zahrnuje pás (ocelový nebo gumový), hnací (turasové) kolo s hydromotorem, volné napínací kolo s napínacím zařízením a horní a dolní rolny. Pás se skládá s řetězu (články řetězu jsou pospojované pomocí čepů, které jsou v provedení mazaném či nemazaném) a lišt (desek). Lišty dále rozeznávám jednonožové (velký záběr, špatné manévrovací schopnosti, typické pro buldozery), dvounožové či třínožové (lepší manévrovací schopnosti, horší záběr). U bagrů jsou obvyklé třínožové desky.

## Rypadlo-nakladač

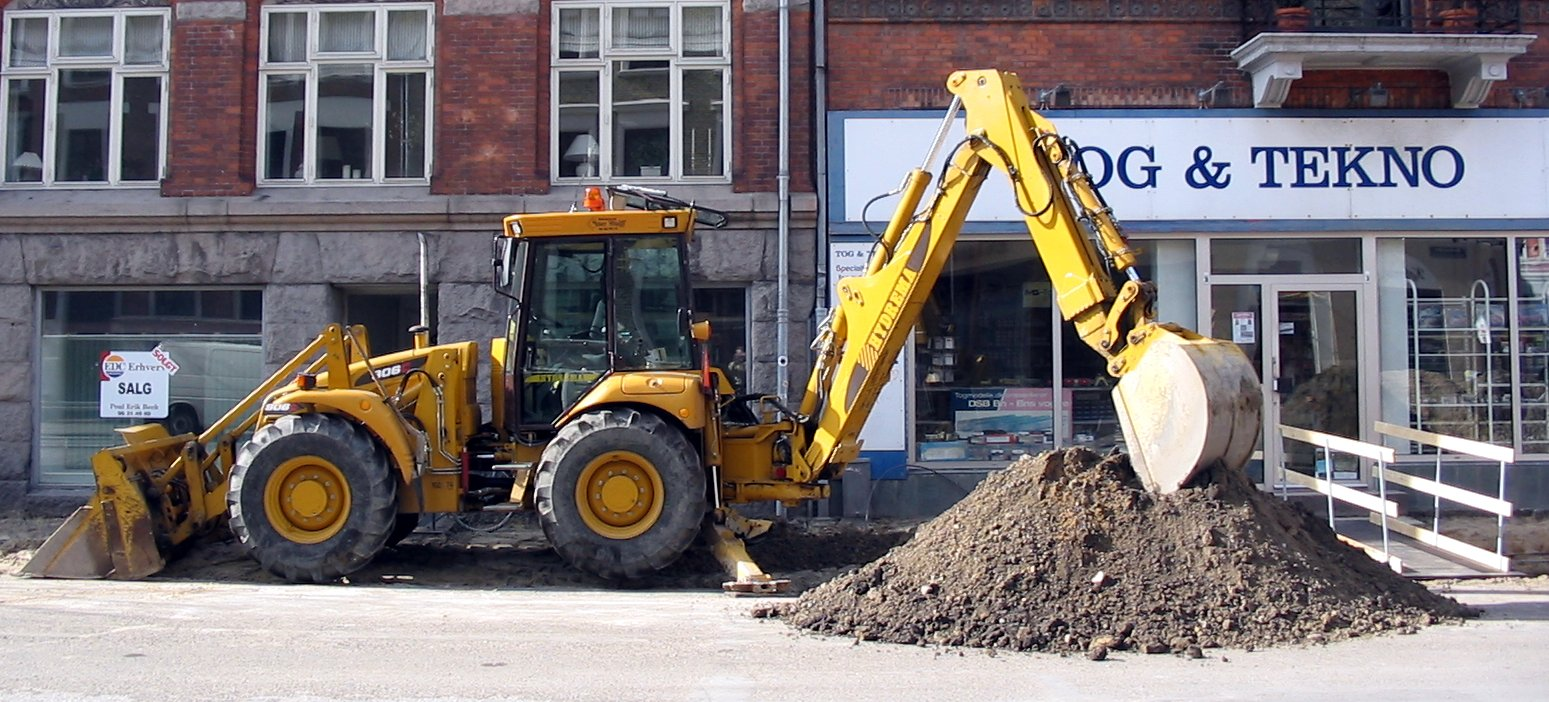
Rypadlo-nakladač

Rypadlo-nakladač (lidově traktorbagr, anglicky backhoe-loader) patří do zvláštní podskupiny bagrů, kterou rozvinula v druhé polovině 20. století zvláště anglická firma JCB.
Rypadla-nakladače jsou univerzální stroje, původně na traktorovém podvozku. Na přední části je nakládací lopata, na zadní části je podkopové zařízení (tj. „bagr“). Přední nakládací část je určena pro nakládání materiálů, přední lopata může být buď jednoduchá tzv. nakládací, nebo (velmi často) univerzální – tzv.„klapačka“, moravsky „žralok“, anglicky „6in1“. Takováto lopata je dvoudílná, je možné s ní nakládat, ale lze používat i jako dozerovou radlici a je často vybavena i paletovacími vidlemi pro manipulaci např. s paletami cihel na staveništi.
Zadní podkopové zařízení je většinou konstruováno jako přesuvné, které umožňuje pracovat i mimo osu stroje. Skládá se z několika dílů – závěsná část se nazývá otoč (anglicky „kingpost“), dále výložník (základní rameno, anglicky „boom“), násada (anglicky „dipper“) často vybavená teleskopem (anglicky „extradig“). Jako pracovní zařízení slouží lopata (anglicky „bucket“), někdy upevněná na rychloupínacím zařízení. Na Americkém kontinentu se používá středové pevné uložení podkopu, kombinované s do strany sklopnými opěrami, které v pracovní poloze přesahují stroj do stran.
Univerzálnost těchto strojů je však vykoupena nižším výkonem a menší obratností než u klasických bagrů. Tyto stroje jsou dnes často nahrazovány jinou technikou a jejich podíl na celkovém počtu strojů se výrazně zmenšuje.

## Minibagr
V poslední době získala značnou oblibu kategorie hydraulických bagrů na pásovém podvozku (obvykle s gumovými pásy) do 9 tun a získala obecně používané označení „minibagr“. Jedná se o kompaktní, přesto velmi výkonné stroje vhodné pro hloubení výkopů, základů domů, přípravu staveb atd. 

## Střední kategorie bagrů
Tato kategorie nemá žádné zvláštní pojmenování. Přesto se jedná o nejrozšířenější skupinu bagrů, které mají nezastupitelné místo při stavebních a demoličních pracích. Jedná se o kategorii 10–30 tun. Tyto stroje jsou vyráběny na pásech a na kolovém podvozku. Kolové bagry existují s maximální hmotností 22t. Některé se vyrábí i se zvláštním podvozkem, který kromě silnice umožňuje pohyb po kolejích. Těmto strojů se říká dvoucestné a používají se při výstavbě a rekonstrukci železnic.

## Velké bagry
Největší vyráběné bagry se používají pro práce v  povrchových lomech. Existují bagry o hmotnosti až 800 tun, které dokáží najednou uzvednout  v lopatě materiál o hmotnosti až 70 tun, obvykle používají technologii "spodní lopaty" tedy nabírání směrem od sebe nahoru po stěně lomu. Vyprázdnění lopaty pak probíhá otevřením dna lopaty. 
Do této kategorie patří i velké demoliční bagry s výškovým dosahem přes  70 m. Velké bagry jsou už natolik těžké a rozměrné, že jejich přeprava do místa určení se provádí po demontovaných částech.   
Kromě bagrů na zemní práce existuje řada bagrů pro průmyslové aplikace, například překládku kovového šrotu, nebo dřeva. Jedničkou mezi výrobci stavebních strojů je společnost Caterpillar (její celkový podíl na celosvětové výrobě převyšuje 20 %). Největším výrobcem velkých rypadel je Komatsu. Mezi další významné výrobce patří např. společnost Liebherr, známá svými velkými lomovými bagry, dále Volvo, Doosan nebo Hitachi. V kategorii minibagrů patří mezi špičky TAKEUCHI, KUBOTA, YANMAR, BOBCAT či WACKER NEUSON. V kategorii rypadel-nakladačů je pojmem společnost JCB, jejíž zakladatel Joseph Cyril Bamford je pokládán za otce této kategorie bagrů.
Zhruba od roku 2005 přichází do této oblasti možnost hybridních pohonů. Například společnost Caterpillar dodává stroje které využívají přebytečné energie hydraulického oleje která vznikne při brzdění otáčení kabiny. Tato energie je akumulována v zásobníku a je znovu použita při dalším otáčení kabiny. První opravdový hybridní stroj dodává společnost Komastu. Jde o kombinaci dieselového a elektrického pohonu stroje. Jedná se o klasickou konstrukci stroje, kde je pro otáčení kabiny s ramenem použit nízkootáčkový elektromotor s velkým kroutícím momentem. Tento motor se při brzdění otáčení kabiny změní v generátor a vyrobenou energii pak využije při novém otáčení stroje. Tato opatření vedou ke značným úsporám spotřeby paliva, které jsou schopny vyvážit vyšší pořizovací náklady.
Potřeba přesné práce při dokončovacích pracích (především svahovací lopatou) přivedla i do této oblasti řízení strojů pomocí laserových nivelačních zařízení, kdy je poloha lopaty porovnávána s informací z nivelačního laseru; strojník tak může velmi přesně provádět dokončovací práce. Nejnovější trendem jsou inteligentní stroje, kdy je pomocí GPS možno se strojem pracovat v 3D prostoru,. Lze tedy dokončovat i lomené a zaoblené tvary, například silničních náspy nebo složité tvary rybníků a vodních toků. Do stroje je nahrán 3D model plochy kterou je možno s velkou přesností strojem zpracovat. Hlavním inovátorem těchto strojů je japonský výrobce Komatsu využívající  spolupráce s další japonskou firmou Topcon, která je předním světovým výrobcem geodetických přístrojů.

## Galerie

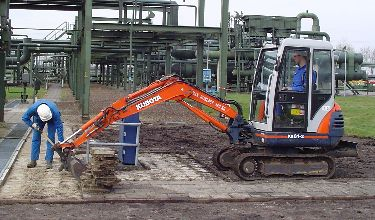
Minibagr Kubota
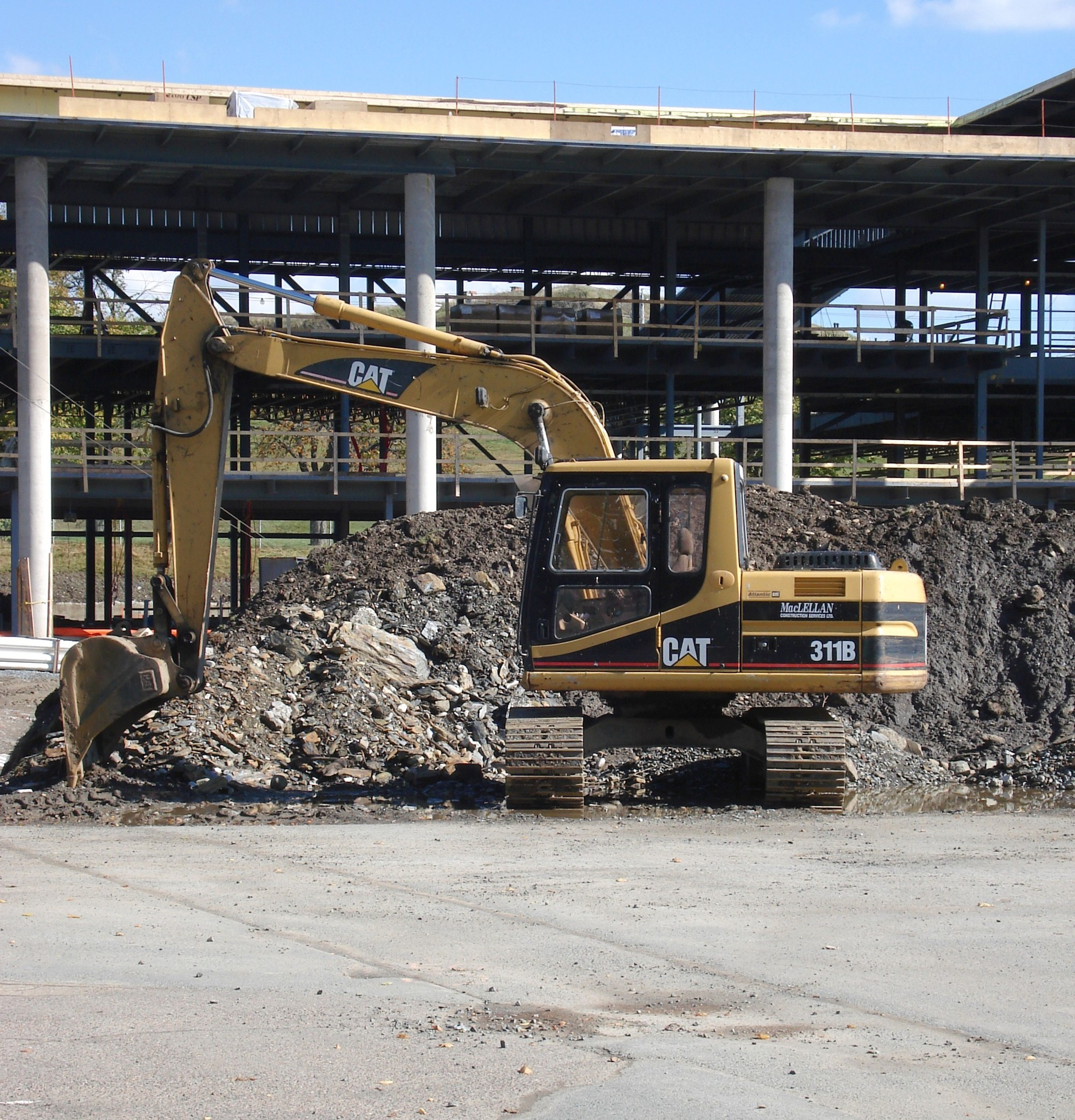
Pásový bagr Caterpillar
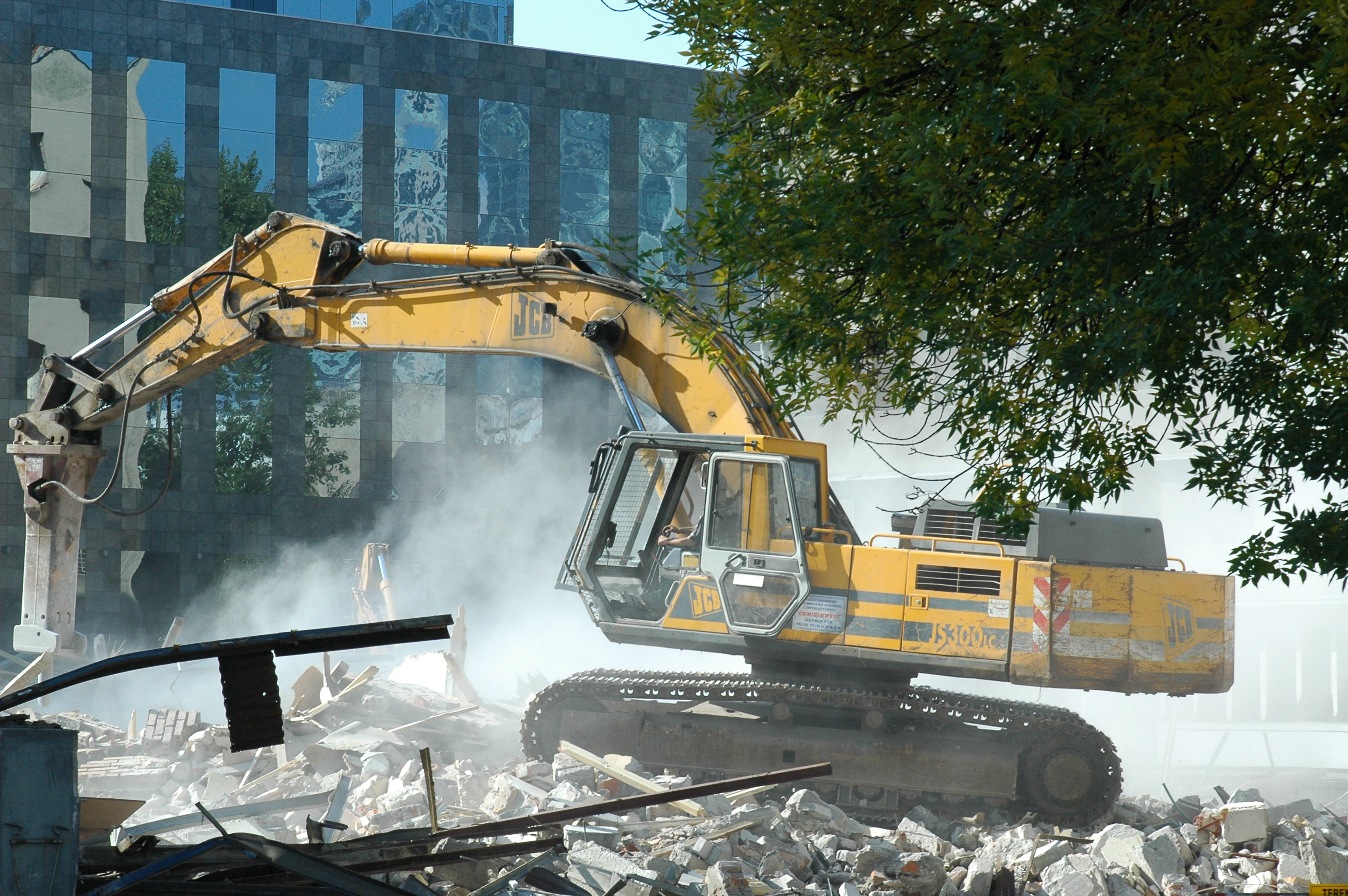
Bagr vybavený hydraulickým kladivem
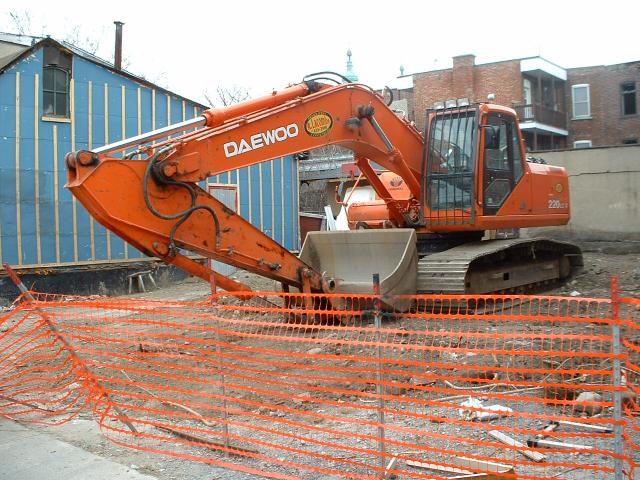
Pásový bagr Daewoo
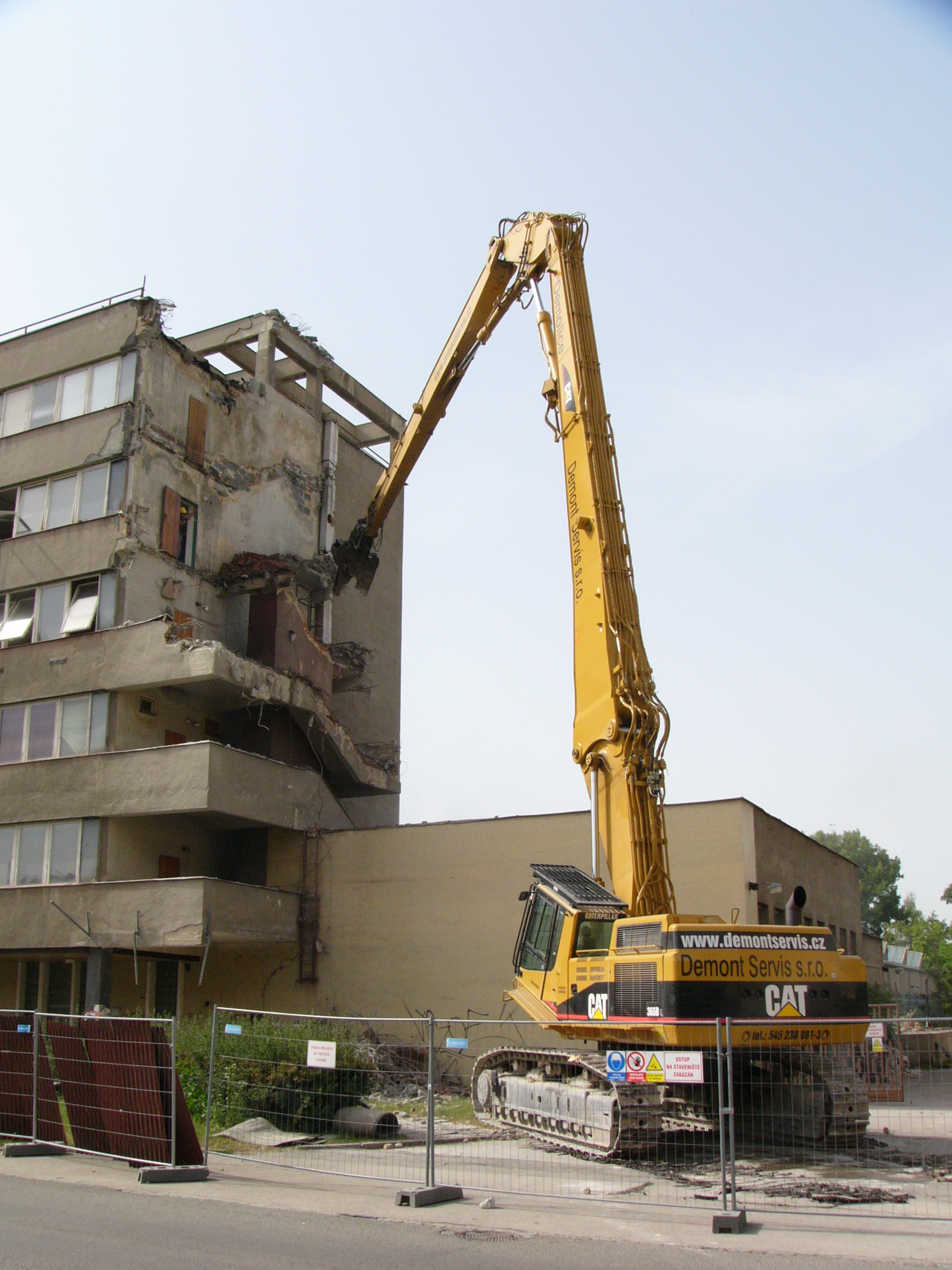
Demoliční bagr s velkým dosahem a s demoličními kleštěmi
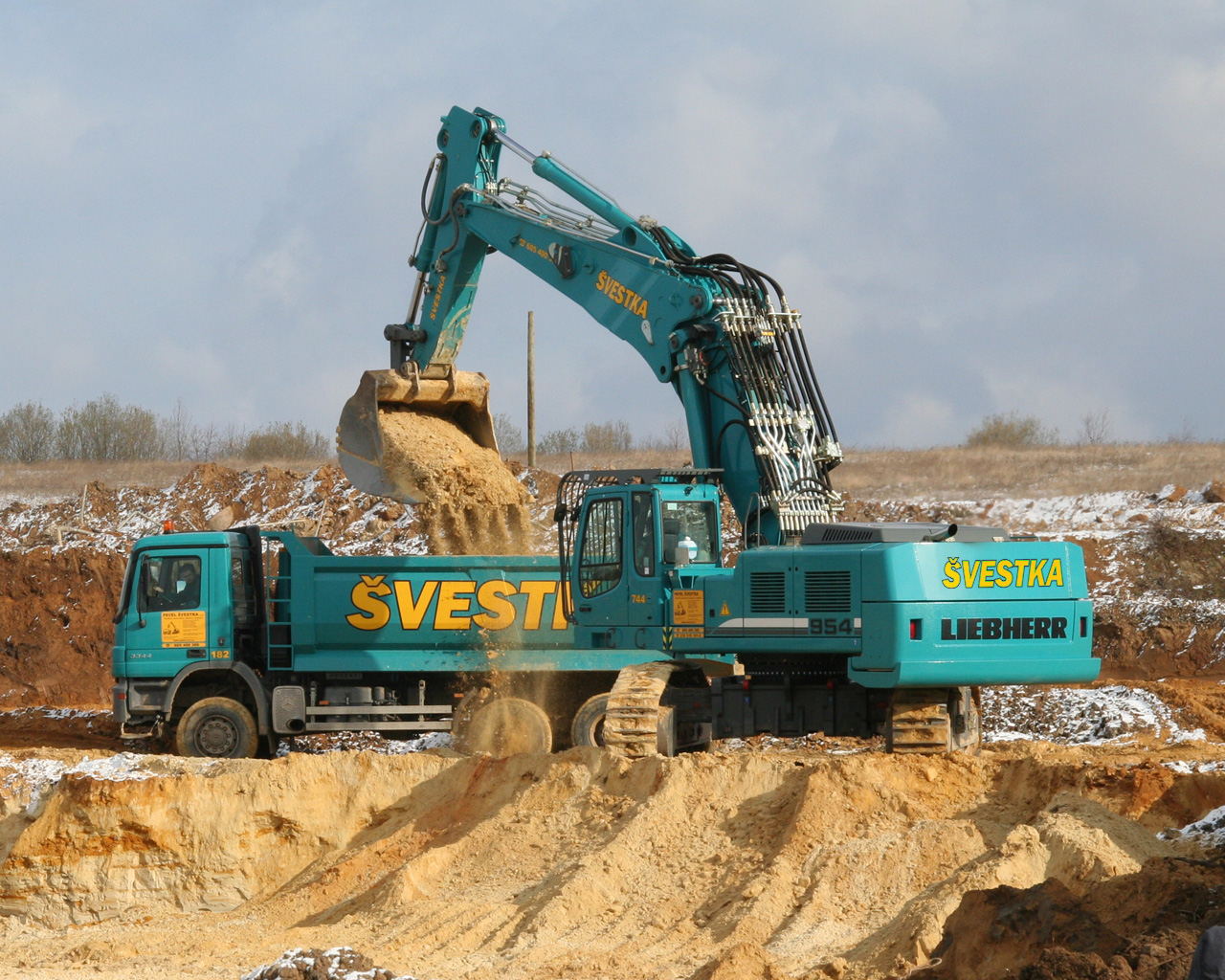
Bagr nakládá sypký materiál do sklápěčky
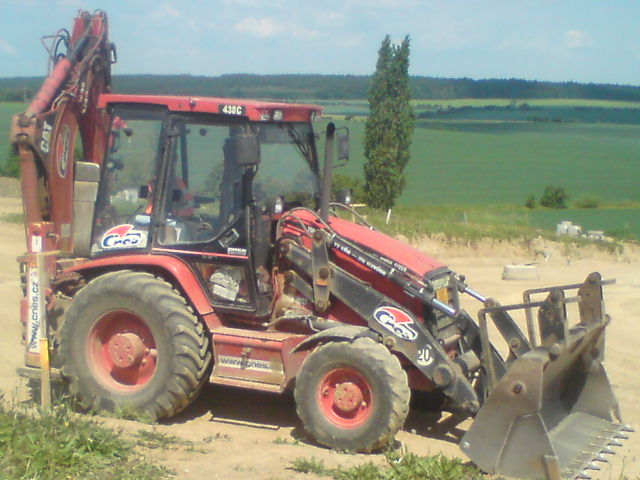
Bagr na staveništi

## Důležití výrobci
- Bobcat Company
- Case CE
- Caterpillar Inc.
- Doosan Infracore (dříve Daewoo Heavy Industries & Machinery)
- Hidromek Ltd. Sti.
- Hitachi Construction Machinery
- Hydrema
- Hyundai Heavy Industries
- JCB
- Jonh Deere
- Kobelco
- Komatsu
- Kubota
- lbxco
- Liebherr
- TAKEUCHI
- The Manitowoc Company
- Mitsubishi Heavy Industries
- Mustang Manufacturing
- New Holland Construction
- NEUMEIER
- O&K
- Poclain
- Terex Corporation
- UNEX
- Volvo Construction Equipment
- Yanmar (dříve Ammann – Yanmar)
- ZTS